# Nicolaes Hals
Pour les articles homonymes, voir Hals.
Nicolaes Hals, connu également sous le nom de Claes Hals (baptisé le 25 juillet 1628 Haarlem - inhumé le 17 juillet 1686 Harlem) est un peintre des Pays-Bas septentrionaux.
Nicolaes Hals est le fils de Frans Hals et de sa seconde épouse et donc le demi-frère de Frans Hals le Jeune.